# Narycia stelliferella
Narycia stelliferella är en fjärilsart som beskrevs av Fischer Von Röslerstamm 1837. Narycia stelliferella ingår i släktet Narycia och familjen säckspinnare. Inga underarter finns listade i Catalogue of Life.